# 星旅少年
《星旅少年》是坂月魚創作的科幻漫畫，2021年7月9日在PIE COMIC上開始連載。曾獲得2023年度這本漫畫真厲害！女性篇推薦第5名，以及THE BEST MANGA 2023 このマンガを読め！推薦第17名。

## 故事簡介
人類因「托比亞斯樹」釋放的毒素而陷入「無法醒來的睡眠」的不知名宇宙，睡眠安靜地蔓延開來，許多星球的大部分居民都睡著了，並化成一顆顆結著紅色果實的托比亞斯樹，這樣的星球被稱為「假寐星球」。任職於「星塵遊魂旅行社」（プラネタリウム・ゴースト・トラベル社，通稱PGT社）的文化保存派遣員，登錄編號303的「星旅人」，探訪假寐星球間，負責記憶及儲存保留文化。描寫303在星球間與人和物的相遇別離，以及與托比亞斯樹有關的謎團等等的科幻故事。

## 出版書籍
| 卷數 | PIE International | PIE International   | 遠流出版社     | 遠流出版社          |
| 卷數 | 發售日期          | ISBN                | 發售日期       | ISBN                |
| ---- | ----------------- | ------------------- | -------------- | ------------------- |
| 1    | 2022年4月22日     | ISBN 978-4756256492 | 2023年12月28日 | ISBN 978-6263614055 |
| 2    | 2022年9月22日     | ISBN 978-4756257062 | 2024年5月29日  | ISBN 978-6263617018 |
| 3    | 2023年7月21日     | ISBN 978-4756257840 |                | ISBN                |
| 4    | 2024年7月12日     | ISBN 978-4756258830 |                | ISBN                |

## 前作
被視為星旅少年前作的坂月さかな作品集 プラネタリウム・ゴースト・トラベル獲得了「2023年波隆納．拉加茲獎 青年漫畫組類別 最傑出作品獎」。